# Ползунов, Василий Степанович
Василий Степанович Ползунов (1919, с. Матышево — 1991, Минск) — командир корабля Белорусского управления гражданской авиации Министерства гражданской авиации СССР, гор. Минск, Белорусская ССР. Герой Социалистического Труда (1974). Заслуженный пилот СССР (1973).

## Биография
Родился 14 октября 1919 года в крестьянской семье в деревне Матышево (сегодня — Руднянский район Волгоградской области).
Окончил Тамбовское лётное училище (1938). Во время Великой Отечественной войны служил в составе 105-го гвардейского Паневежского авиаполка Гражданского воздушного флота. Участвовал в доставке грузов белорусским партизанским отрядам и операции «Звёздочка», во время которой были эвакуированы из зоны оккупации за линию фронта 154 воспитанника и 38 работников Полоцкого детского дома № 1.. За эти подвиги был дважды награждён орденом Красного Знамени.
После войны работал командиром воздушного судна, руководителем полётов в аэропорту «Минск-1». Участвовал в освоении ТУ-124. Воспитал 25 командиров воздушных судов.
Указом Президиума Верховного Совета СССР от 16 января 1974 года удостоен звания Героя Социалистического Труда с вручением ордена Ленина и золотой медали «Серп и Молот».
Скончался в 1991 году в Минске. Похоронен на Чижовском кладбище.

## Память
В 2015 году на доме №8 по улице Короткевича, где проживал Василий Ползунов, в его честь установили мемориальную доску.

## Награды
- Орден Ленина
- Орден Красного Знамени — дважды
- Орден Отечественной войны 1 и 2 степеней
- Орден Трудового Красного Знамени
- Орден «Знак Почёта»